# Сахарова Людмила Павлівна
Сахарова Людмила Павлівна (рос. Людмила Павловна Са́харова, 12 вересня 1926, Москва, СРСР — 27 квітня 2010, Перм, Росія) -радянська і російська артистка балету. Народна артистка СРСР (1986).

## Біографія
У 1945 році Людмила Павлівна закінчила Московську академію хореографії, а в 1956 році — Пермський державний педагогічний університет (факультет іноземних мов).
1945—1947 рр. — артистка Большого театру, а потім (до 1955 року) працювала у Пермскому театрі опери та балету.
З 1956 року Сахарова працювала в Пермському хореографічному училищі.

## Нагороди
- Заслужений вчитель РРФСР (1970)
- Народна артистка РРФСР (1980)
- Народна артистка СРСР (1986)
- Державна премія РРФСР імені М. І. Глінки (1977)
- Орден «За заслуги перед Вітчизною» IV ступеня (2002)
- Орден Трудового Червоного Прапора (1976)
- Орден Дружби народів (1994)